# Toshi Ichiyanagi

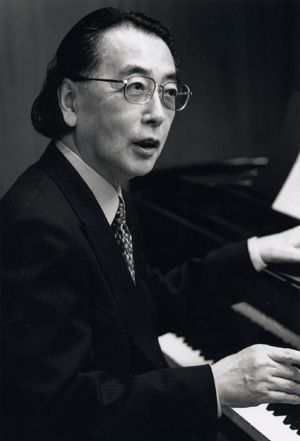
Toshi Ichiyanagi, 1960

Toshi Ichiyanagi (japanisch 一柳 慧, Ichiyanagi Toshi; * 4. Februar 1933 in Kōbe; † 7. Oktober 2022 in Tokio) war ein japanischer Komponist.

## Leben und Wirken
Ichiyanagi war Schüler von Tomojiro Ikenouchi und Kishio Hirao. Von 1952 bis 1961 lebte er in den USA. Hier besuchte er die Juilliard School of Music und die New School for Social Research in New York City und war Kompositionsschüler von John Cage. Cage widmete ihm und Yoko Ono, mit der Ichiyanagi von 1956 bis 1962 verheiratet war, das Stück 0′ 00″. 1961 kehrte er nach Japan zurück. In den 1980er und 1990er Jahren arbeitete er beim Nationaltheater. Er war künstlerischer Leiter der Kanagawa-Kunststiftung.
Neben Werken für elektronische Musikinstrumente komponierte er zehn Sinfonien, ein Violin- und sechs Klavierkonzerte, vier Opern, kammermusikalische Werke und Klavierstücke. Häufig kombinierte er in seinen Werken klassische japanische mit westlichen Musikinstrumenten.
2008 wurde Ichiyanagi als Person mit besonderen kulturellen Verdiensten geehrt, 2018 wurde er mit dem Kulturorden ausgezeichnet. Er starb im Oktober 2022 im Alter von 89 Jahren.

## Werke (Auswahl)
- Musik für elektrische Metronome
- Duett für Klavier und Streichorchester
- Stanzas für Streicher
- Stück für fünfzehn Spieler
- Musik für Tonband, Orchester und elektronische Klangunterbrecher
- Stück für drei Instrumente, zwei Oszillatoren und zwei Ringmodulatoren
- Reminiscence of Spaces, Klavierkonzert, 1981
- Circulating Scenery, Violinkonzert, 1983
- Winter Portrait, Klavierkonzert, 1987
- Berlin Renshi, Sinfonie, 1988
- The shadows appearing, Sinfonie
- Momo, Oper nach Michael Ende, 1995
- Coexistence, 1996
- Time Perspective, 5. Sinfonie, 1997
- Mirage für Shakuhachi und Klavier, 1998
- A hundred years from now, 6. Sinfonie, 2001
- Hikari, Oper, 2003
- White Nights, Oper nach Takashi Tsujii, 2005
- Ishikawa Paraphrase, 7. Sinfonie im Gedenken an Hiroyuki Iwaki, 2007
- Jazz, 4. Klavierkonzert, 2009
- Revelation, 8. Sinfonie, 2011
- Diaspora, 9. Sinfonie, 2014
- Zen, 6. Klavierkonzert, 2016
- Scenes of Various Memories, 10. Sinfonie, 2016